# Vergílio Ferreira
Vergílio António Ferreira, conosciuto come Vergílio Ferreira (Gouveia, 28 gennaio 1916 – Lisbona, 1º marzo 1996), è stato uno scrittore, saggista e filosofo portoghese.

## Biografia
Vergílio Ferreira nacque nel 1916 nella frazione di Melo, nel comune di Gouveia, un paese con vista sulle montagne, il cui paesaggio avrebbe influenzato l'opera dello scrittore.
Studiò presso l'Università di Coimbra, visse inoltre a Évora, a Fundão e infine a Lisbona. Lavorò come professore di liceo e si distinse come uno dei maggiori scrittori portoghesi della sua generazione. Nel 1992 gli è stato conferito il Premio Camões. Il suo nome continua ad essere associato agli ambienti letterari, anche attraverso l'attribuzione del Premio Letterario Vergílio Ferreira.
La sua vasta opera, che spazia tra narrativa (romanzo, racconto), saggio e diario, è generalmente raggruppata in due periodi letterari, corrispondenti alle due tendenze culturali del Neorealismo e dell'Esistenzialismo.
La fase neorealista coincide con le opere O caminho fica longe (Il cammino è lontano, 1943), Onde tudo foi morrendo (Dove tutto morì, 1944) e Vagão “J” (Vagone "J", 1946). Mudança (Cambiamento, 1949) è considerata l'opera che segna la transizione tra i due periodi. 
Il libro Aparição (Apparizione, 1959) consacra Vergílio Ferreira come scrittore dell'Esistenzialismo. In questa seconda fase, una delle figure di riferimento filosofico per Vergílio Ferreira fu Jean-Paul Sartre. Per quel che riguarda, invece, gli scrittori portoghesi più rilevanti per il percorso intellettuale di Vergílio Ferreira, è da menzionare, tra gli altri, il nome di Raul Brandão.
Nel 1980, Vergílio Ferreira interpretò un ruolo come attore, nel film tratto dal suo libro Manhã Submersa (Mattina Sommersa, 1954), realizzato dal regista Lauro António.
Morì nel 1996 nella sua casa di Lisbona, nel quartiere Alvalade.

## Opera e pensiero
Come accade per altri scrittori portoghesi contemporanei, come Antero de Quental o Fernando Pessoa, anche Vergílio Ferreira è considerato, in Portogallo, un intellettuale che abbraccia, nella sua arte, tanto la letteratura, quanto la filosofia. In particolare, nella fase esistenzialista della sua attività di scrittore, egli rivela la sua vena di pensatore filosofico e alcuni suoi saggi, come Invocação ao meu Corpo (Invocazione al mio Corpo, 1969), sono considerati a tutti gli effetti opere filosofiche. Egli stesso definì anche i suoi libri di narrativa come «romanzi-problemi» e «romanzi-saggi».
Il Vergílio Ferreira esistenzialista, in linea con questa tendenza, affronta soprattutto i temi della vita e della morte, della solitudine, sondando le profondità dell'io e della conoscenza di sé, la quale passa attraverso la conoscenza dell'altro. L'arte è per Ferreira una forma di apparizione, di «dare a vedere», in cui si mostra ciò che nei ritmi - e nel linguaggio - della quotidianità resta di solito celato. Uno dei temi complessi e contraddittori della sua opera è, inoltre, quello della «morte di Dio» e della conseguente nostalgia dell'Assoluto e del Trascendente.
Nei suoi romanzi, Ferreira utilizza spesso gli espedienti del personaggio-narratore e della meta-finzione, per «presentificare» l'azione e così avvicinarla al lettore, commuovendolo e convocandolo a una riflessione.
Per quel che riguarda il suo pensiero filosofico, l'elemento centrale di esso è l'idea di un impensabile o inconoscibile che è substrato radicalmente anteriore alle nostre scelte, al nostro pensiero e al nostro sentire: «l'impensabile e l'indiscutibile soggiace a tutto il pensare, e oltre a esso, al sentire». Su questo impensabile si organizza il pensiero, in modo armonico. E sul pensiero, la nostra ragione. Rilevante è allora quel che Ferreira chiama l'apparizione, sorta di «allarme» lanciatoci dal mistero e che ha i caratteri di una folgorante e subitanea rivelazione di verità.
L'arte è, in tale quadro, messaggera dell'impensabile, rivelazione dell'origine, apparizione che si manifesta all'essere umano come «verità del sangue», cioè, una verità che è colta più dalla sensibilità più che dalla razionalità. Per questo, allo spavento per la «morte di Dio», si associa in Ferreira una preoccupazione per la «morte dell'Arte», intendendo con ciò un'arte moderna che ha perso il contatto col «mondo originario», giacché «è nell'opera d'arte che l'invisibile ci si rivela, nel modo più presente e visibile».
Nell'esistenzialismo di Vergílio Ferreira - che Eduardo Lourenço ha definito «nichilismo creativo» e «umanesimo tragico» - viene continuamente esplorata la tragica consapevolezza umana portata dal fatto che all'eternità dell'io si contrappone la finitezza del corpo, in un'«infinità limitata», che l'uomo affronta e sopporta, angustiandosi e allo stesso tempo ponendosi, di fronte a essa, in modo eroico.

## Opere

### Narrativa
- 1943 O Caminho fica Longe
- 1944 Onde Tudo foi Morrendo
- 1946 Vagão
- 1949 Mudança
- 1953 A Face Sangrenta
- 1953 Manhã Submersa
- 1959 Aparição
- 1960 Cântico Final
- 1962 Estrela Polar
- 1963 Apelo da Noite
- 1965 Alegria Breve
- 1971 Nítido Nulo
- 1972 Apenas Homens
- 1974 Rápida, a Sombra
- 1976 Contos
- 1979 Signo Sinal
- 1983 Para Sempre
- 1986 Uma Esplanada Sobre o Mar
- 1987 Até ao Fim
- 1990 Em Nome da Terra
- 1993 Na Tua Face
- 1996 Cartas a Sandra

### Saggistica
- 1943 Sobre o Humorismo de Eça de Queirós
- 1957 Do Mundo Original
- 1958 Carta ao Futuro
- 1963 Da Fenomenologia a Sartre
- 1963 Interrogação ao Destino, Malraux
- 1965 Espaço do Invisível I
- 1969 Invocação ao Meu Corpo
- 1976 Espaço do Invisível II
- 1977 Espaço do Invisível III
- 1981 Um Escritor Apresenta-se
- 1987 Espaço do Invisível IV
- 1988 Arte Tempo

### Diaristica
- 1980 Conta-Corrente I
- 1981 Conta-Corrente II
- 1983 Conta-Corrente III
- 1986 Conta-Corrente IV
- 1987 Conta-Corrente V
- 1992 Pensar
- 1993 Conta-Corrente-nova série I
- 1993 Conta-Corrente-nova série II
- 1994 Conta-Corrente-nova série III
- 1994 Conta-Corrente-nova série IV